# Augustibuller 1998
Augustibuller 1998 var den tredje upplagan av musikfestivalen Augustibuller under 1998. Den hade 31 spelande band. Festivalen utökade antalet scener till två. Där en tältscen inkluderades och arrangerades tillsammans med Studiefrämjandet och riksorganisationen MoKS (Musik- och Kulturföreningarnas Samarbetsorganisation).  Besökarantalet låg på 600 personer och festivalen hade fritt inträde.

## Bandlista
| - Space Age Baby Jane - Darklands - Last Days of April - Voice of a Generation - Bombshell Rocks - Haddock - Cricket - Norrsken - Down Good Rider - The Green - Groucho - Öhmans Raket - Ego & The Replaceables - Nora Spelmän - Floyds Mom - Dragster 999 | - David Karlsson - Auburn - Jeff - Avocado Green - Ape Grape - Silence - BPeyote - The Pact - Planet Moa - Annalie - Polish - Bangt Sjöberg - Die Löwen Vets - Litter - Dj Rudbank feat Dj Spliffo |

## Inställda band
- Brazzaville